# بدواتر (کالیفرنیا)
بدواتر (به انگلیسی: Badwater) یک منطقهٔ مسکونی در ایالات متحده آمریکا است که در شهرستان اینیو، کالیفرنیا واقع شده‌است. بدواتر -۸۱ متر بالاتر از سطح دریا واقع شده‌است.